# Isidore Philbois
Isidore Philbois, né le 17 juin 1864 à Bossancourt (Aube) et mort le 7 mars 1929 à Troyes (Aube), est un homme politique français.

## Biographie
Ouvrier bonnetier puis employé de commerce, il adhère en 1889 au Parti ouvrier français. Syndicaliste, animateur de grèves dans l'industrie textile troyenne, il  rejoint, en 1905, la SFIO. Après le congrès de Tours, il adhère au Parti communiste (SFIC). Adjoint au maire de Troyes, il est député de l'Aube de 1914 à 1924, siégeant au groupe socialiste, puis au groupe communiste. Candidat à sa réélection aux élections de 1924, sur la liste départementale du Bloc ouvrier paysan (BOP), il est battu, comme en 1928 dans la deuxième circonscription de Troyes.